# Torre de Peracamps
La Torre de Peracamps o Castell de Peracamps és una torre del municipi de Llobera, al Solsonès. És un monument declarat bé cultural d'interès nacional.

## Situació
La torre es troba al nucli de Peracamps, al nord-oest del terme municipal, sobre un pujol, dominant una gran extensió de camps de conreu amb moltes masies i controlant la vall que baixa, per la Rasa dels Quadros, cap a la Torre de Vallferosa.
Per anar-hi cal prendre la carretera asfaltada que surt, en direcció oest (indicació a Peracamps), del km. 23 de la C-451 de Biosca a Solsona a l'indret de l'Hostal Nou (41° 55′ 18″ N, 1° 27′ 38″ E / 41.92167°N,1.46056°E). Passa per sota de les masies Soler Desposada i Secanella i arriba a Peracamps en 2,4 km.

## Descripció

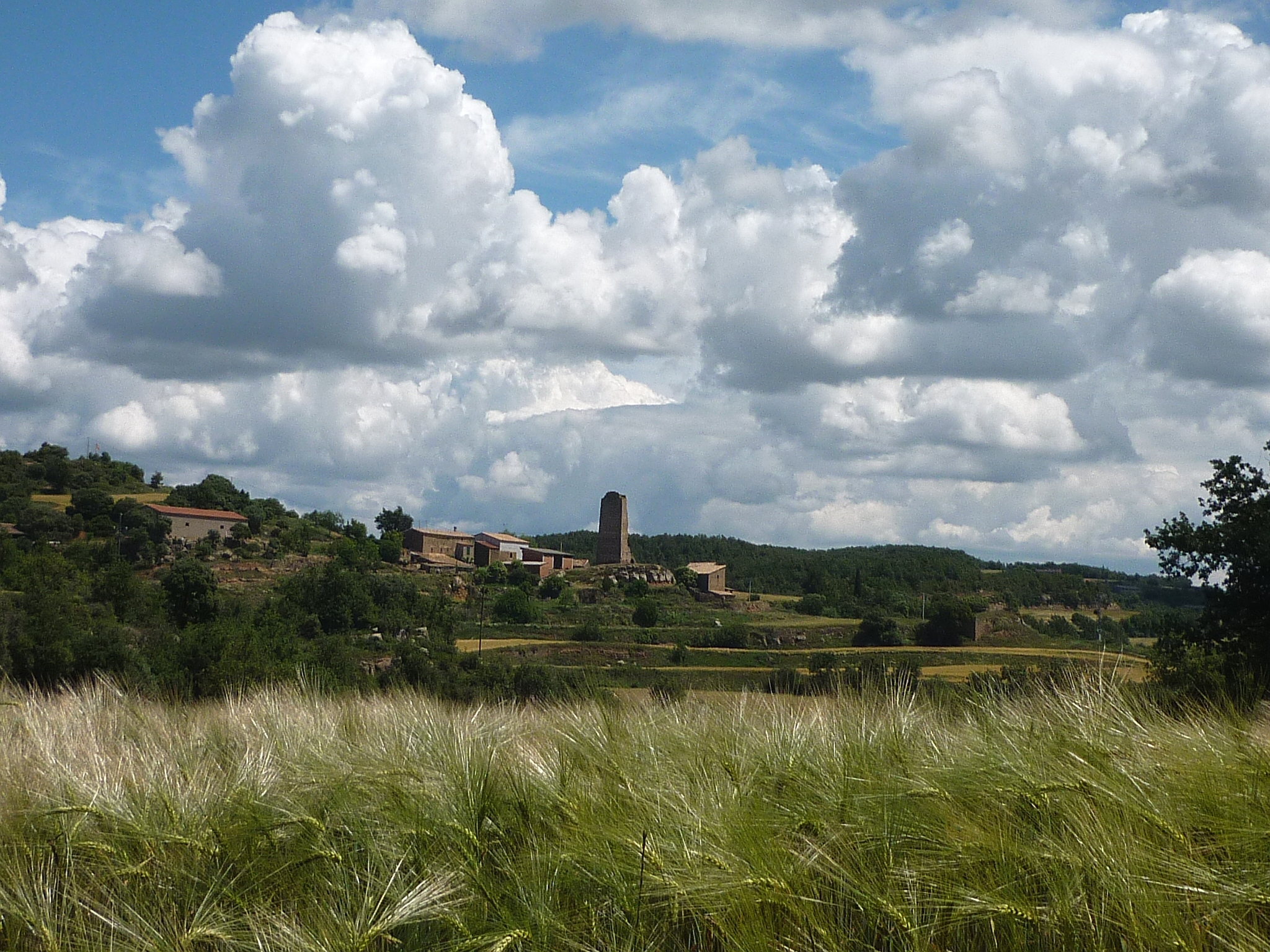
Peracamps i la seva torre

El conjunt el formen la torre i estructures annexes dins un clos emmurallat. Es conserva bé només la part de ponent. És de planta rectangular. Els murs són molt gruixuts, entre 2,10 m i 2,30 m a la part baixa. L'espai interior de la torre a la part baixa és de 2,35 m. Les parets s'aprimen a mesura que pugem: 10 cm al primer pis a 8 m d'alçada, uns 30 cm al segon pis a 13 m d'alçada. La porta es trobava al primer pis al cantó meridional. L'única paret que resta sencera és la de ponent. De les altres només en resten trossos. Les cantoneres són de pedres grosses (30x40 cm i 30x80 cm) i ben treballades. El parament de les parets és més petit (15x25 cm), de pedres només lleugerament escalabornades. Hi ha restes també d'opus spicatum matusser. El morter és de calç. Hi ha indicis que l'edifici devia estar arrebossat. Hi ha nombrosos forats als murs, segurament per alçar les bastides. Hi ha vestigis al voltant de la torre d'altres construccions. A l'angle nord-oest hi ha un dipòsit cavat a la roca (2,3x1,3x100 cm).

## Notícies històriques
La primera notícia és de l'any 1042. Bonfill, senyor de Peracamps deixava el castell a la seva muller Amaltruda. El 1067 Amaltruda el donava al seu fill Arnau. L'any 1084 Arnau cedí la meitat del castell i de l'església de Peracamps a la Canònica de Sta. Maria de la Seu d'Urgell. El 1122 n'eren senyors els germans Umbert i Ramon Currià. Durant uns anys depengué, doncs, dels canonges d'Urgell, fins que el 1447, el castell i la baronia de Peracamps foren comprats per la Confraria laical de la Mare de Déu dels Colls de la vila de Sant Llorenç de Morunys a Ramon Altarriba, senyor d'Oliana. Aquesta senyoria s'acabà cap al 1837. Aquest castell fou mig enrunat per encàrrec reial després de la guerra de Successió (1716). Quan s'ensorrà hi hagué aprofitaments posteriors: un cobert.

## Referències

Torre de Peracamps
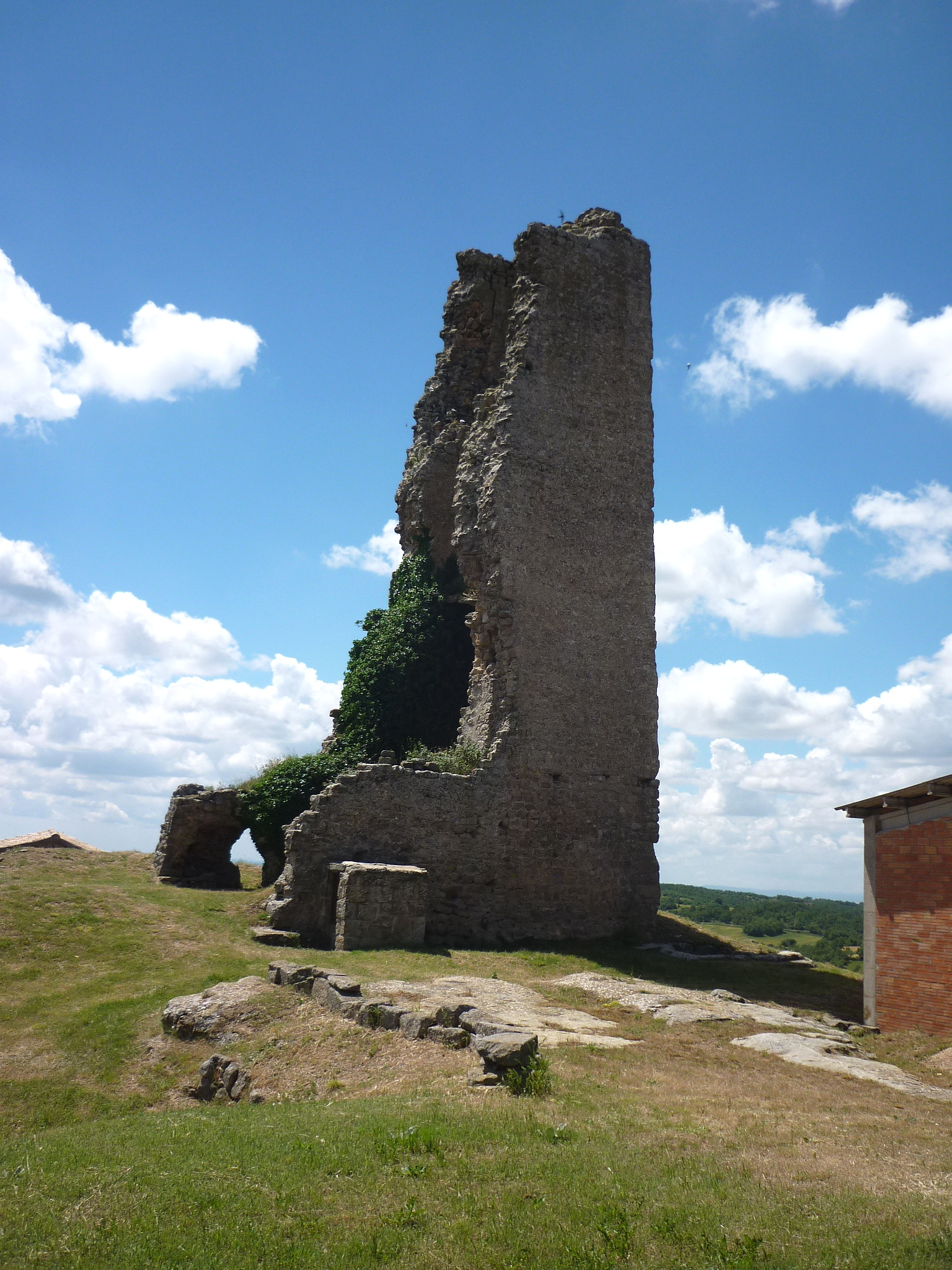
Des del nord
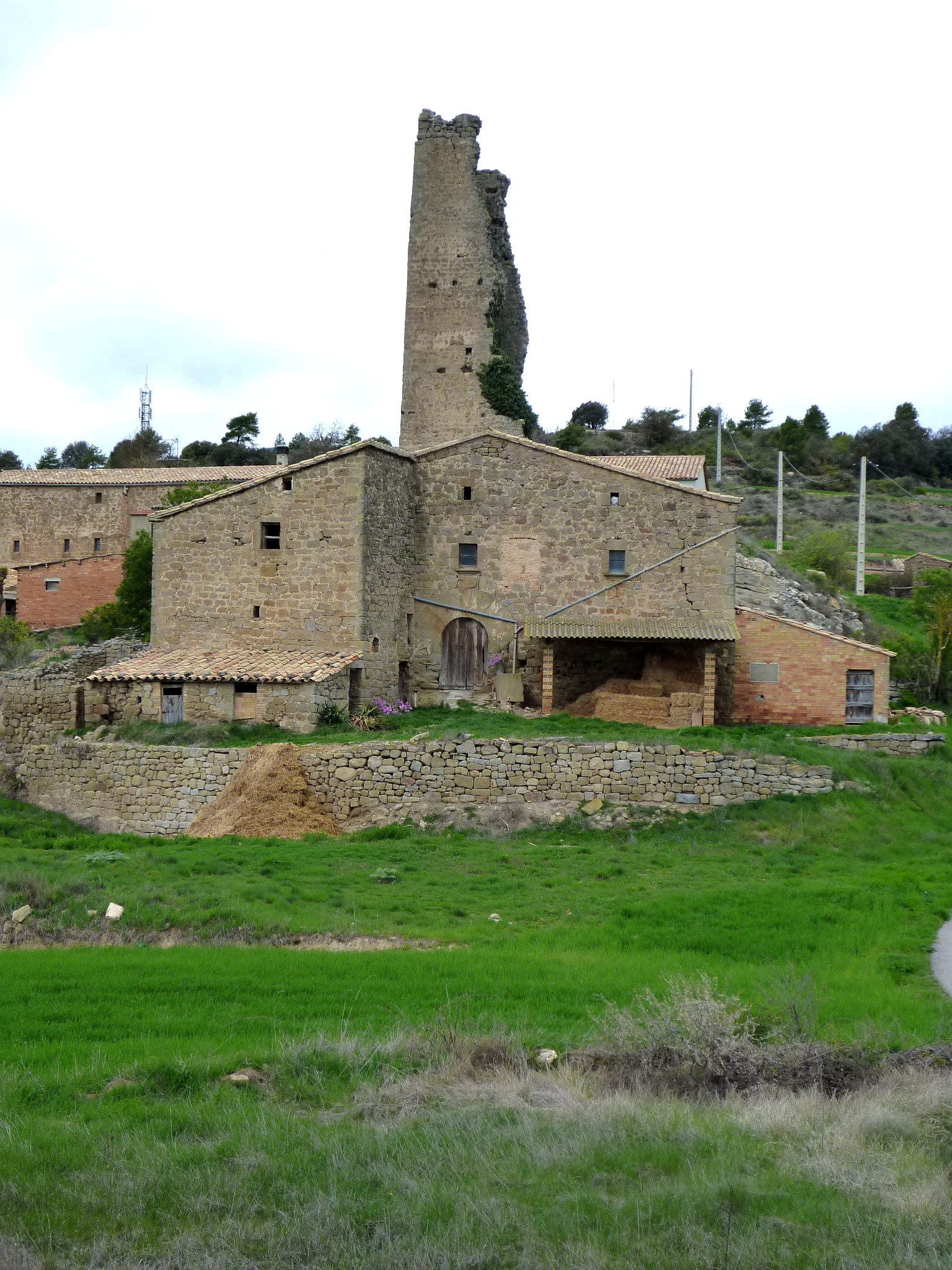
Des de sud
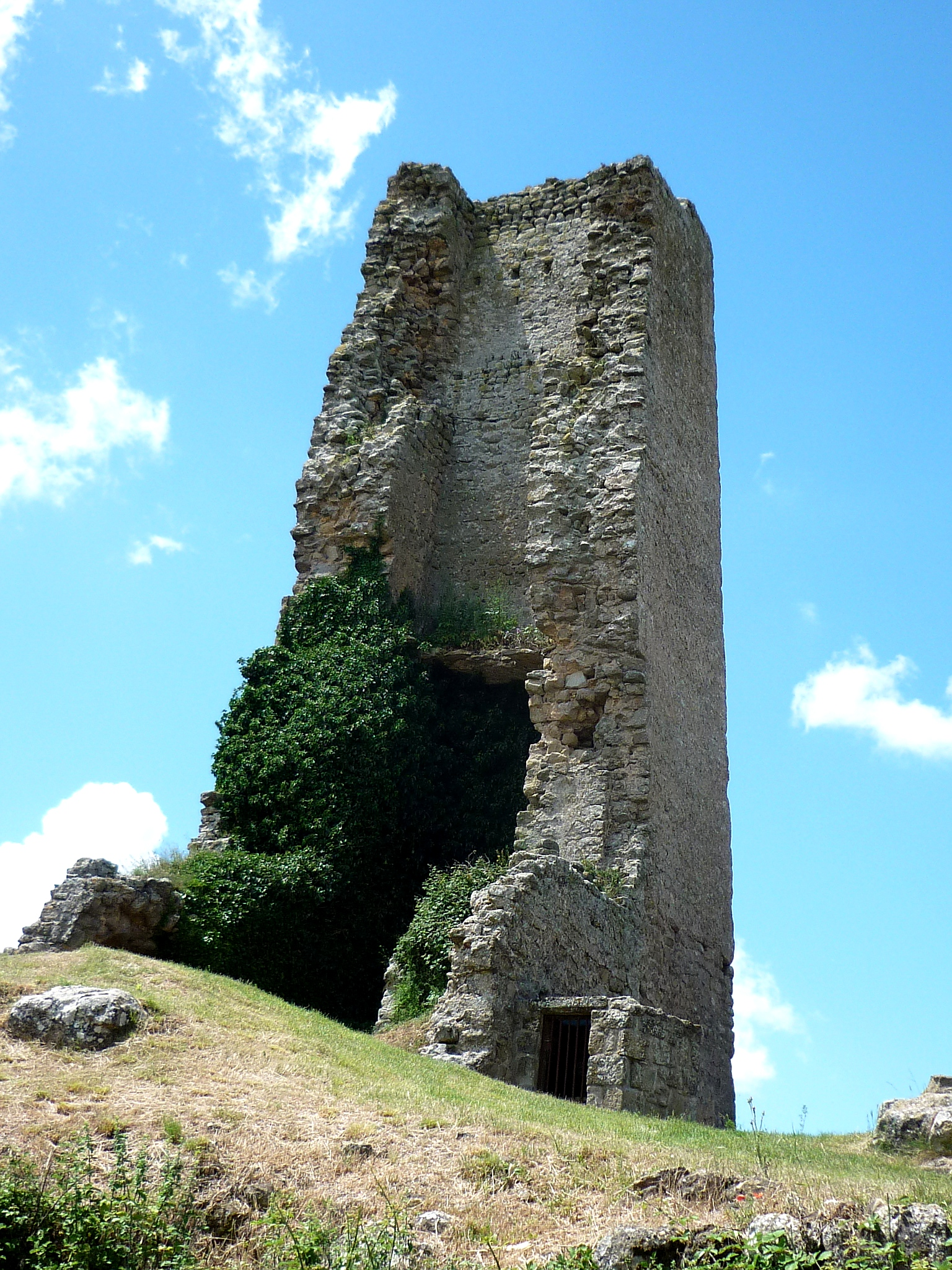
Des de llevant